# L'Illa (Tarn)
L'Illa d'Albigés (en francès Lisle-sur-Tarn) és un municipi francès, de la regió d'Occitània i del departament del Tarn.

## Demografia
| 1962                                       | 1968  | 1975  | 1982  | 1990  | 1999  | 2006  |
| ------------------------------------------ | ----- | ----- | ----- | ----- | ----- | ----- |
| 3.308                                      | 3.376 | 3.385 | 3.413 | 3.588 | 3.684 | 4.171 |
| Des de 1962: població sense dobles comptes |       |       |       |       |       |       |

## Administració
| Període | Identitat    | Partit |
| ------- | ------------ | ------ |
| 2001-   | Jean Tkaczuk | PS     |